# 운셉트트륨
운셉트트륨은 미발견 원소로 173번이고, 기호는 Ust이다.

## 개요
119번 우누넨늄부터 164번 운헥스쿼듐 까지를 8주기, 165번 운헥스펜튬부터 172번 운셉트븀 까지를 9주기로 보는 방법과 119번 우누넨늄부터 172번 운셉트븀 까지를 8주기로 보는 방법이 있다. 따라서 운셉트트륨은 10주기가 될 수도 있고, 9주기가 될 수도 있다. 아직은 정확하지 않다. 또한 존재할 수 있는 마지막 원소이기도 하다. 173번 원소까지는 합성 가능하나 운셉트쿼듐(Usq, unseptquadium)부터는 합성을 한다고 해도 거의 만들어지지 않을 가능성이 매우 높다. 우누넨늄부터 운비헥슘까지는 오가네손 이후로 발견 가능성이 가장 높은 원소이고 그 이후로는 발견 성공률이 현저하게 낮다.